# Ferrensac
Ferrensac település Franciaországban, Lot-et-Garonne megyében. Lakosainak száma 202 fő (2022. január 1.). Ferrensac Bournel, Castillonnès, Cavarc, Doudrac, Lougratte, Montaut és Saint-Quentin-du-Dropt községekkel határos.

## Népesség
A település népességének változása:
| Lakosok száma | 217  | 195  | 171  | 204  | 217  | 220  | 211  | 205  | 204  | 202  |
|               | 1968 | 1982 | 1990 | 2006 | 2013 | 2015 | 2017 | 2019 | 2020 | 2022 |